# 2002-es cannes-i fesztivál
Az 55. Cannes-i Fesztivál 2002. május 15. és 26. között került megrendezésre. Cannes kettős évfordulót ünnepelt: a fesztivál 55. születésnapját és azt, hogy 25 éve adták oda először az Arany Kamerát a legjobb elsőfilmes rendezőnek. A fesztivál vezetőségének döntése értelmében a Cannes-i Nemzetközi Filmfesztivál neve hivatalosan Cannes-i Fesztiválra változott.
A filmes seregszemle elnöki tisztére David Lynch amerikai filmrendezőt kérték fel. A hivatalos versenyprogramban 22 nagyjátékfilm és 11 rövidfilm szerepelt; az Un certain regard szekcióban 22, a Cinéfondation keretében 16, míg versenyen kívül 17 új és 28 filmtörténeti alkotást vetítettek. A párhuzamos rendezvények Kritikusok Hete szekciójában 7 nagyjátékfilmet és 7 rövidfilmet, valamint a különleges vetítések keretében további öt alkotást mutattak be, a Rendezők Kéthete elnevezésű szekció keretében pedig 23 nagyjátékfilm, egy középhosszú és 22 kisfilm, továbbá az éjféli vetítéseken két válogatás vetítésére került sor.

## A 2002-es fesztivál

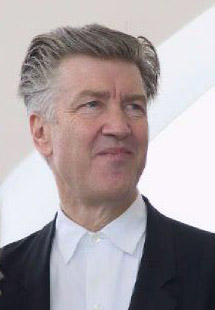
David Lynch a zsűri elnöke

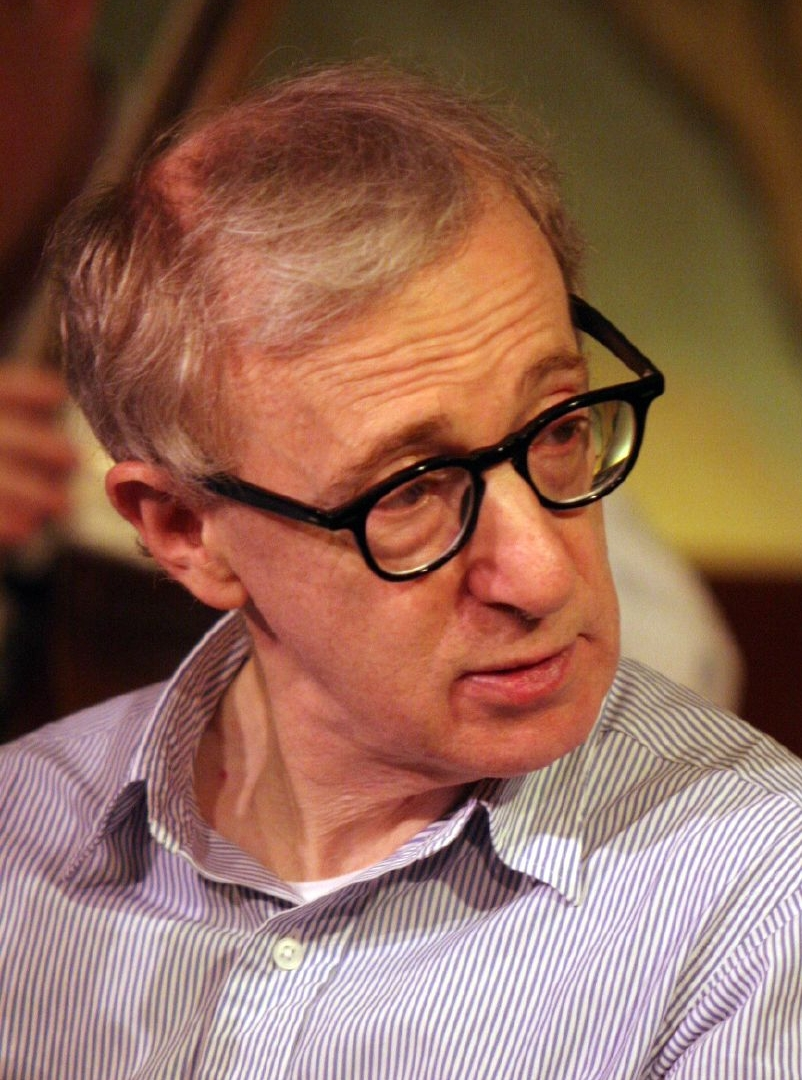
Woody Allen

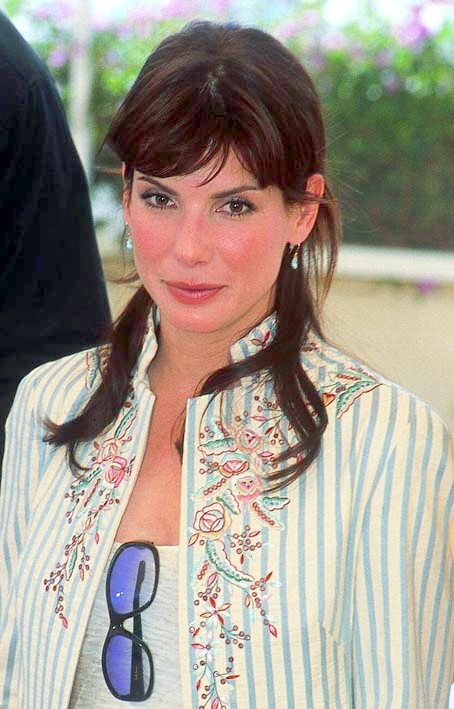
Sandra Bullock

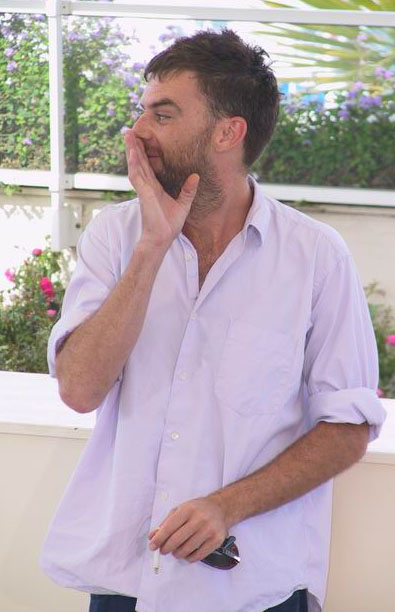
Paul Thomas Anderson

A fesztivál nyitófilmje Woody Allen versenyen kívül bemutatott Hollywoody történet című vígjátéka volt, zárófilmje pedig Claude Lelouch And Now... Ladies And Gentlemen... című romantikus filmdrámája. A megnyitó ünnepségen – életműve elismeréseként – Woody Allen megkapta a fesztivál legmagasabb elismerését, az eredetileg csak egyszeri alkalomra, Ingmar Bergman kitüntetésére alapított Tiszteletbeli Arany Pálmát.
A jubileumi rendezvény hivatalos válogatásába sikerült olyan filmeket meghívni, melyek többsége mind a filmes szakma, mind pedig a közönség elismerésével találkozott. A legkeresettebb és legnézettebb alkotások A fiú, A zongorista, a Visszafordíthatatlan és a Kóla, puska, sültkrumpli voltak. Az Arany Pálmát Roman Polański vehette át (A zongorista), a nagydíjat a sikert önmagának megköszönő Aki Kaurismäki (A múltnélküli ember), a zsűri díját pedig Elia Suleiman (Deus ex machina). 55. évfordulós díjat vehetett át Michael Moore (Kóla, puska, sültkrumpli), míg a legjobb rendező (megosztva) Im Kwon-taek (Chihwaseon) és Paul Thomas Anderson (Kótyagos szerelem) lett. Színészi alakítása elismeréséért vehetett át díjat Kati Outinen (A múltnélküli ember) és Olivier Gourmet  (A fiú).
Az Arany Kamerát, melyet odaítélő zsűri tagjai vagy már nyertek ilyen díjat, vagy korábban e zsűri elnökei voltak, a Rendezők Kéthete szekcióban bemutatkozó francia Julie Lopes-Curval kapta Tengerpart című filmjéért.
 A magyar filmművészetet Mészáros Péter Eső után című, színes rövid játékfilmje képviselte a hivatalos válogatásban, nagy sikerrel: arany pálmás lett. A fesztiválon hivatalos kiküldöttként a fődíjat elnyert kisfilm két alkotója, Mészáros Péter rendező és Durst György producer vett részt. A párhuzamos rendezvények közül a Rendezők Kéthete szekcióban mutatták be Forgács Péter Bibó Breviárium című dokumentumfilmjét, melyet a francia sajtó – magasan szárnyaló plasztikus dokumentarista alkotásnak nevezve – kedvezően fogadott. Magyar vonatkozásként megemlíthető még, hogy versenyen kívül levetítették Korda Zoltán A négy toll című 1939-ben forgatott filmjét, továbbá, hogy a Rendezők Kéthete szekció egyik filmjének – férjével együtt – társszerzője Chris Hegedus, harmadik generációs amerikai-magyar rendezőnő.
Figyelemre méltó ünnepi eseménye volt e fesztiválnak, hogy a második világháború kitörése miatt 1939 szeptemberében berekesztett és „elnapolt” 1. Cannes-i Nemzetközi Filmfesztivál versenyfilmjeinek és azok alkotógárdáinak egyfajta utólagos kárpótlást nyújtottak: közülük levetítettek hetet és egy külön erre az alkalomra összeállított zsűri odaítélte a fesztivál nagydíját. A 63 évet késett elismerésben Cecil B. DeMille Acélkaraván című alkotása részesült.  Bővebben: „Kései kárpótlás”
A versenyen kívül vetített filmek között bemutatták a fesztivál elnökének, Gilles Jacobnak a rendezvény történetét feldolgozó dokumentumtrilógiának első részét. Ez évtől újabb ötlettel bővítették a bemutatóhelyek sorát: nyitottak egy „fövenytermet”, hogy ott, sötétedés után, „strandmozi” elnevezéssel, szabadtéri vetítések keretében különleges, vagy kulturális örökséget képviselő, restaurált filmeket mutassanak be. A rendezvénysorozat alkalmat adott arra, hogy levetítsenek több felújított kópiát, például William Wyler Életünk legszebb évei című filmjét, Stanley Donen és Gene Kelly Ének az esőben című zenés vígjátékát, vagy Jean-Pierre Melville utolsó alkotását, A vörös kört. E rendezvény keretében megemlékeztek Jacques Tatiról, Yves Robertról, valamint a Van, aki forrón szereti című sikerfilmjével a pár héttel korábban elhunyt Billy Wilderről. Életműve elismeréseként Alain Resnais átvehette a Cannes-i fesztivál Trófeáját.
A Rendezők Kéthete rendezvényen bemutatkozott alkotók közül hat volt elsőfilmes; a filmek közül 23 számított világpremiernek. Ez évben rendeztek első alkalommal éjféli előadást, melynek keretében egy 20. század elején ismeretlen alkotók által készített, pikáns, szabados témájú, néma kisfilmeket vetítettek Polissons et Galipettes összefoglaló címmel. Harmadik alkalommal készítettek egy hat filmből álló összeállítást En avant ! címmel, melynek a különlegességét az erősen kísérletező és a képzőművészetek területéről érkezett rendezők alkotásai adták. A szekció filmjei közül kiemelkedett Cristian Mungiu Nyugat, Chris Hegedus és Don Alan Pennebaker Only the Strong Survive, valamint Catherine Breillat A szex komédia című alkotása. Otello című filmjének posztumusz bemutatásával a Rendezők Kéthete emléket állított az év elején elhunyt Carmelo Bene rendezőnek, aki a korábbi fesztiválok rendszeres vendége volt. A francia Filmrendezők Szövetsége (SRF) e szekció megnyitóünnepségén adta át első alkalommal az általa alapított Arany Hintó díjat Jacques Rozier francia filmrendezőnek.

## Zsűri

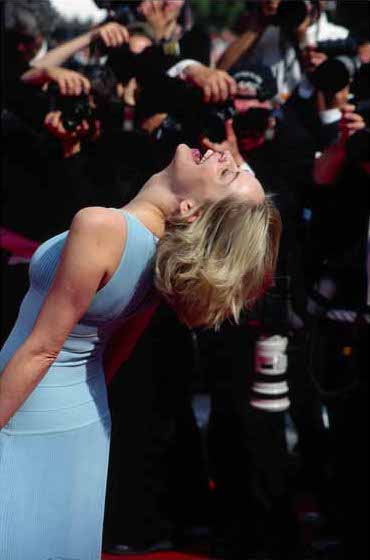
Sharon Stone a vörös szőnyegen egy filmbemutató előtt

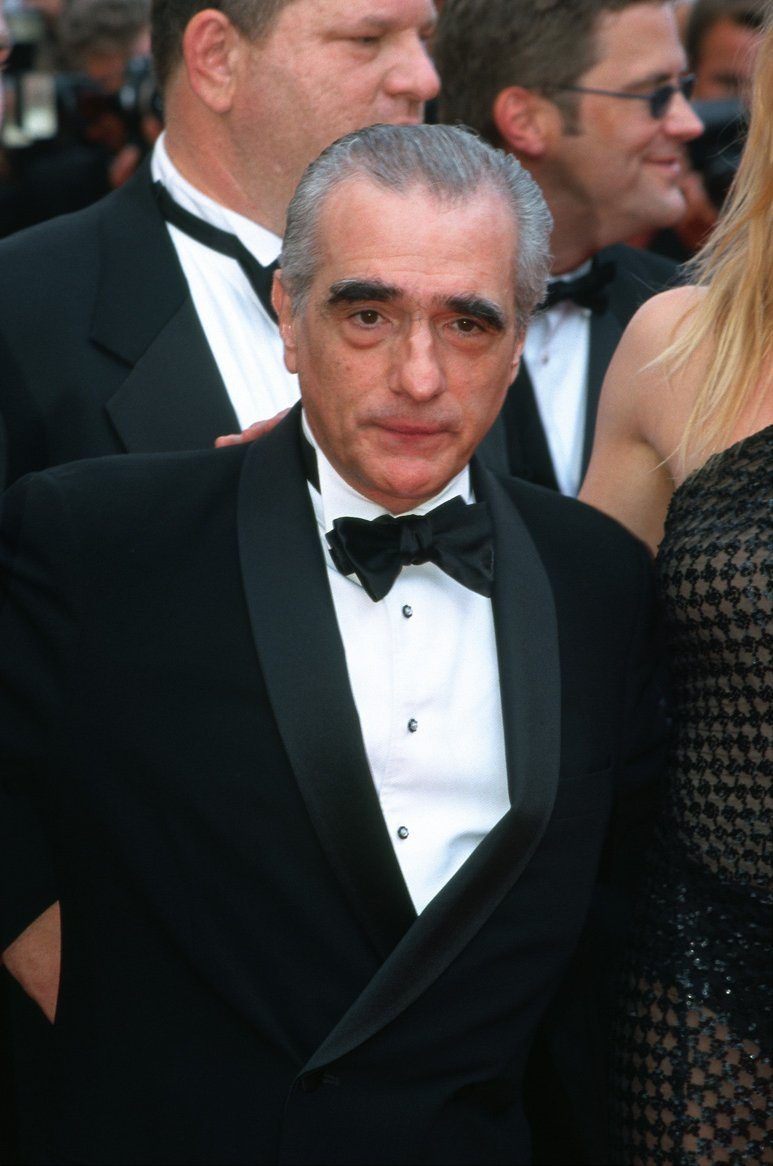
Martin Scorsese a rövidfilm-zsűri elnöke

### Versenyprogram
- David Lynch, filmrendező –  Amerikai Egyesült Államok – a zsűri elnöke
- Bille August, filmrendező –  Dánia
- Christine Hakim, színésznő –  Indonézia
- Claude Miller, filmrendező –  Franciaország
- Michelle Yeoh, színésznő –  Kína,  Hongkong
- Raoul Ruiz, filmrendező –  Chile
- Régis Wargnier, filmrendező –  Franciaország
- Sharon Stone, színésznő –  Amerikai Egyesült Államok
- Walter Salles, filmrendező –  Brazília

### Cinéfondation és rövidfilmek
- Martin Scorsese, filmrendező –  Amerikai Egyesült Államok – a zsűri elnöke
- Judith Godrèche, színésznő –  Franciaország
- Abbas Kiarostami, filmrendező –  Irán
- Jan Schütte, filmrendező –  Németország
- Tilda Swinton, színésznő –  Egyesült Királyság

### Un Certain Regard
- Anne Fontaine, filmrendező –  Franciaország – a zsűri elnöke
- Fabienne Bradfer filmkritikus –  Belgium
- Jean-Sébastien Chauvin filmkritikus –  Franciaország
- Louis Guichard filmkritikus –  Franciaország
- Fabrice Pliskin filmkritikus –  Franciaország
- David Tran filmkritikus –  Franciaország
- Pierre Vavasseur filmkritikus –  Franciaország

### Arany Kamera
- Geraldine Chaplin, színésznő –  Amerikai Egyesült Államok – a zsűri társelnöke[4]
- Marthe Keller, színésznő –  Svájc – a zsűri társelnöke
- Bahman Ghobadi, színész, rendező –  Irán
- Romain Goupil, filmrendező –  Franciaország
- Murali Nair, filmrendező –  India

## Hivatalos válogatás

### Nagyjátékfilmek versenye

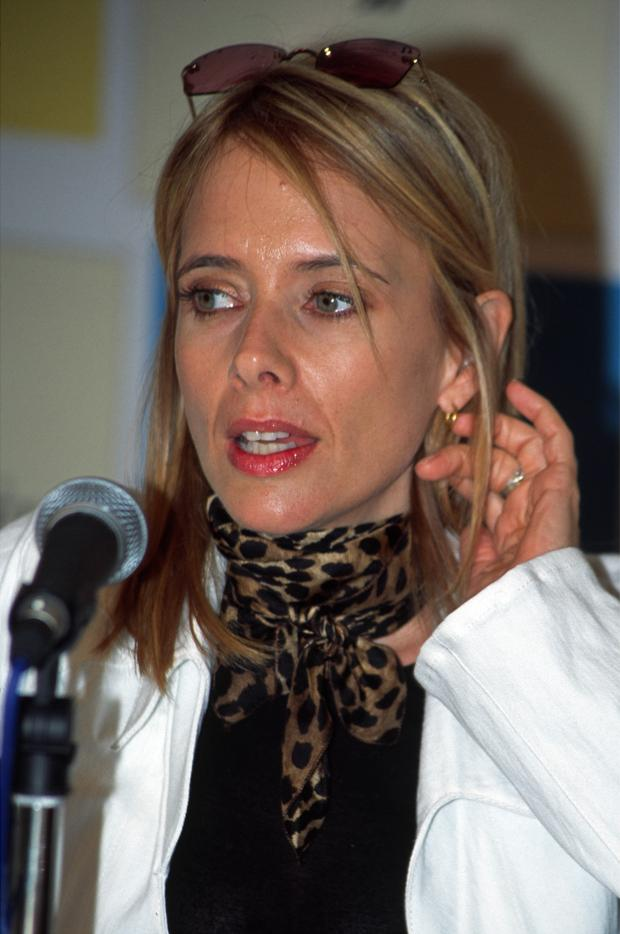
Rosanna Arquette

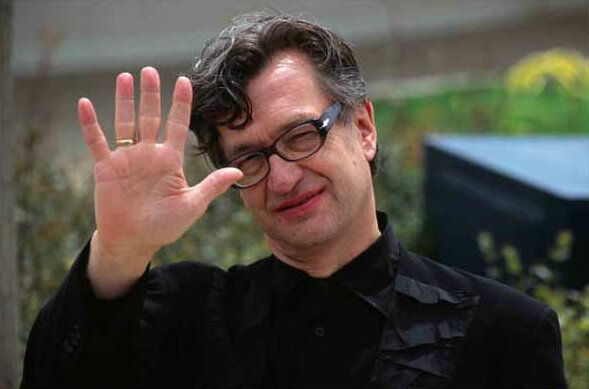
Wim Wenders

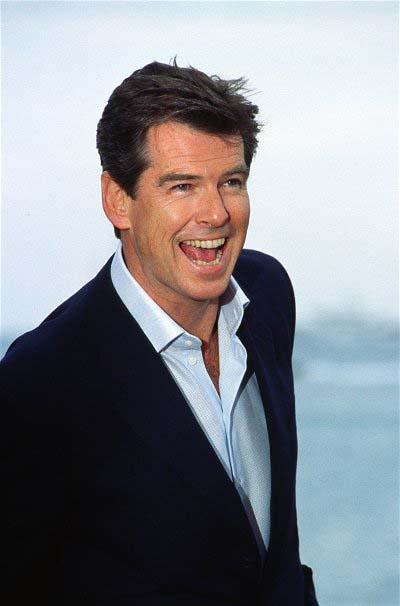
Pierce Brosnan

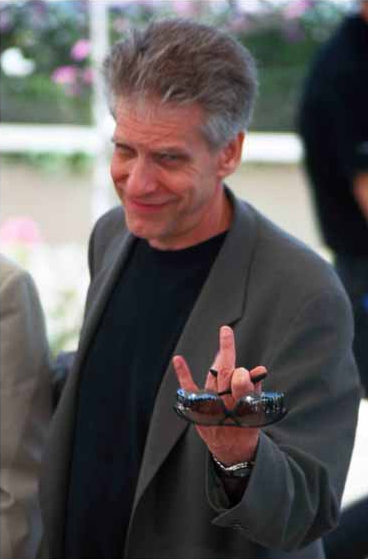
David Cronenberg

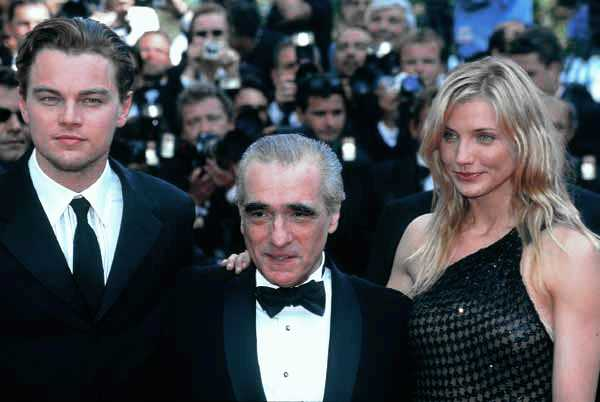
Leonardo DiCaprio, Martin Scorsese és Cameron Diaz

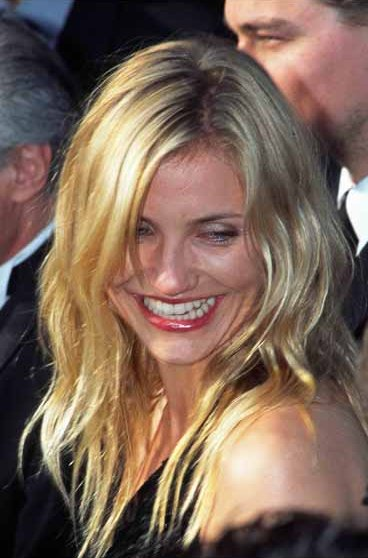
Cameron Diaz

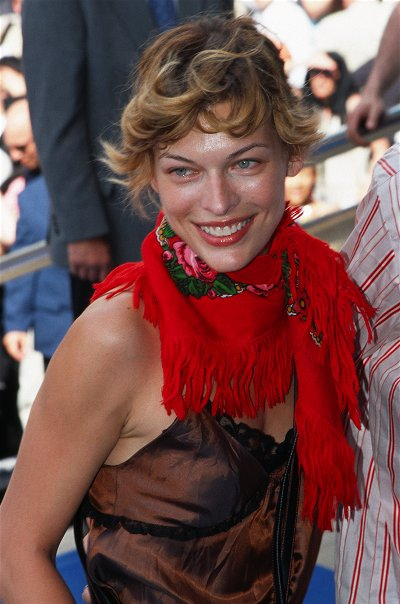
Milla Jovovich

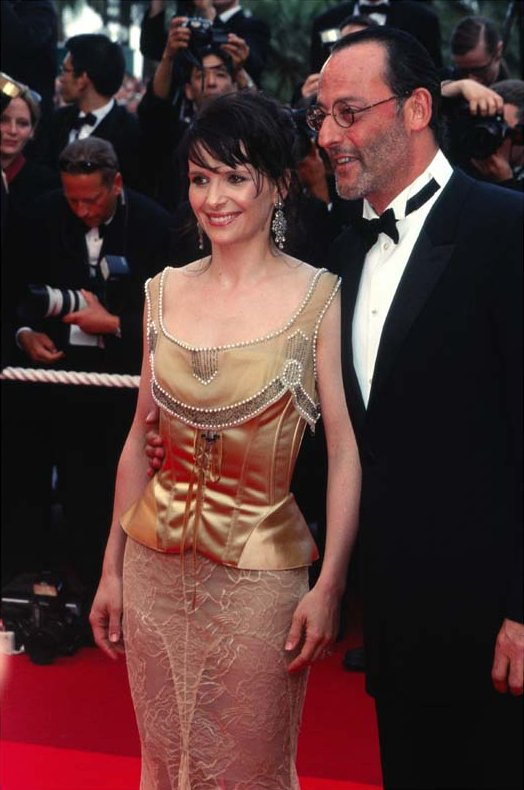
Juliette Binoche és Jean Reno

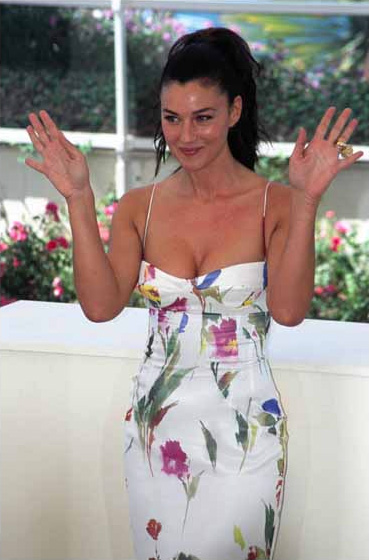
Monica Bellucci

- 24 Hour Party People (Non-stop party arcok)[5] – rendező: Michael Winterbottom
- About Schmidt (Schmidt története) – rendező: Alexander Payne
- All Or Nothing (Minden vagy semmi) – rendező: Mike Leigh
- Bowling For Columbine (Kóla, puska, sültkrumpli) – rendező: Michael Moore
- Chihwaseon – rendező: Im Kwon-taek
- Demonlover – rendező: Olivier Assayas
- Irréversible (Visszafordíthatatlan) – rendező: Gaspar Noé
- Kedma – rendező: Amos Gitai
- L'adversaire – rendező: Nicole Garcia
- Le fils (A fiú) – rendező: Jean-Pierre és Luc Dardenne
- L'ora di religione (Il sorriso di mia madre) (Anyám mosolya) – rendező: Marco Bellocchio
- Marie-Jo et ses 2 amours – rendező: Robert Guédiguian
- Mies vailla menneisyyttä (A múltnélküli ember) – rendező: Aki Kaurismäki
- O Princípio da Incerteza – rendező: Manoel de Oliveira
- Punch-Drunk Love (Kótyagos szerelem) – rendező: Paul Thomas Anderson
- Zsen hsziao jao (Ren xiao yao) (Ismeretlen örömök) – rendező: Csia Csang Ko (Jia Zhang Ke)
- Russian Ark (Az orosz bárka) – rendező: Alekszandr Szokurov
- Spider (Pók) – rendező: David Cronenberg
- Sweet Sixteen (Édes kamaszkor) – rendező: Ken Loach
- Ten – rendező: Abbas Kiarostami
- The Pianist (A zongorista) – rendező: Roman Polański
- Yadon Ilaheyya (Deus ex machina) – rendező: Elia Suleiman

### Nagyjátékfilmek versenyen kívül
- And Now... Ladies And Gentlemen... – rendező: Claude Lelouch
- Ararat (Ararát)[5] – rendező: Atom Egoyan
- Carlo Giuliani, ragazzo – rendező: Francesca Comencini
- Cidade ee Deus (Isten városa) – rendező: Fernando Meirelles
- De l'autre côté – rendező: Chantal Akerman
- Devdas (Devdas) – rendező: Sanjay Leela Bhansali
- Être et avoir (Én, te, ő) – rendező: Nicolas Philibert
- Femme fatale (Femme fatale) – rendező: Brian De Palma
- Histoire de festival – rendező: Gilles Jacob
- Hollywood Ending (Hollywoody történet) – rendező: Woody Allen
- Kagami no onnatachi (Nők tükörben) – rendező: Josida Josisige[6]
- La dernière lettre – rendező: Frederick Wiseman
- Murder By Numbers (Kísérleti gyilkosság) – rendező: Barbet Schroeder
- Searching For Debra Winger – rendező: Rosanna Arquette
- Spirit: Stallion Of The Cimarron (Szilaj – A vad völgy paripája) – rendező: Kelly Asbury, Lorna Cook
- Star Wars: Episode II - Attack of the Clones (Csillagok háborúja II: A klónok támadása) – rendező: George Lucas
- The Kid Stays In The Picture (A kölyök képben marad) – rendező: Brett Morgen, Nanette Burstein

#### Különleges előadások
- Days of Wine and Roses (Míg tart a bor és friss a rózsa) – rendező: Blake Edwards
- Ta cuj hszia (Da zui xia) (Shaolinok szövetsége) – rendező: King Hu
- Fail-Safe (Bombabiztos) – rendező: Sidney Lumet
- Il posto (Az állás) – rendező: Ermanno Olmi
- Je t’aime, je t’aime (Szeretlek, szeretlek) – rendező: Alain Resnais
- Jour de fête (Kisvárosi ünnep) – rendező: Jacques Tati
- Kagemusha (Az árnyéklovas) – rendező: Kuroszava Akira
- La signora senza camelie (Hölgy kaméliák nélkül) Michelangelo Antonioni
- L’auberge rouge (Vörös kocsma) – rendező: Claude Autant-Lara
- Le cercle rouge (A vörös kör) – rendező: Jean-Pierre Melville
- Les vacances de Mr. Hulot (Hulot úr nyaral) – rendező: Jacques Tati
- Max et les ferrailleurs (Sátáni ötlet) – rendező: Claude Sautet
- Mon Oncle (Nagybácsim) – rendező: Jacques Tati
- Pépé le Moko (Az alvilág királya) – rendező: Julien Duvivier
- Playtime (Playtime) – rendező: Jacques Tati
- Singin’ in the Rain (Ének az esőben) – rendező: Stanley Donen és Gene Kelly
- Some Like It Hot (Van, aki forrón szereti) – rendező: Billy Wilder
- The Best Years of Our Lives (Életünk legszebb évei) – rendező: William Wyler
- The Magic Box (Varázsdoboz) – rendező: John Boulting
- The Night of the Hunter (A vadász éjszakája) – rendező: Charles Laughton
- Un éléphant, ça trompe énormément (Sokat akar a szarka…) – rendező: Yves Robert

#### 1939-es filmek
- Boefje – rendező: Detlef Sierck[7]
- Goodbye Mr Chips (Isten vele, tanár úr!) – rendező: Sam Wood
- La loi du nord – rendező: Jacques Feyder
- Lenin v 1918 godu – rendező: Mihail Iljics Romm
- The Four Feathers (A négy toll) – rendező: Korda Zoltán
- The Wizard of Oz (Óz, a csodák csodája) – rendező: Victor Fleming, Richard Thorpe, King Vidor
- Union Pacific (Acélkaraván) – rendező: Cecil B. DeMille

### Un Certain Regard
- 17 fois Cécile Cassard (Cécile Cassard tizenhétszer)[5] – rendező: Christophe Honoré
- Bemani – rendező: Dariush Mehrjui
- Carnages (Véresen komolytalan) – rendező: Delphine Gleize
- El bonaerense – rendező: Pablo Trapero
- Fararishtay kifti rost (Angyal jobb vállon) – rendező: Jamshed Usmonov
- Gomgashtei dar Aragh[8] – rendező: Bahman Ghobadi
- Heremakono (Boldogságra várva) – rendező: Abderrahmane Sissako
- Itiraf (Vallomás) – rendező: Zeki Demirkubuz
- Ku qi de nü ren – rendező: Liu Pingcsien (Liu Bingjian)
- La chatte à deux têtes – rendező: Jacques Nolot
- Long Way Home – rendező: Peter Sollett
- Madame Sata (Madame Sata) – rendező: Karim Ainouz
- Rachida (Rachida) – rendező: Yamina Bachir-Chouikh
- Suang tung (Shuang tong) (Kettős látás) – rendező: Csen Kuo-fu (Chen Kuo-fu)
- Sud sanaeha – rendező: Apichatpong Weerasethakul
- Sunduq al-dunyâ – rendező: Usama Muhammad
- Ten Minutes Older: The Trumpet (Tíz perc: trombita) – rendező: Chén Kǎigē (Csen Kaj-ko), Victor Erice, Jim Jarmusch, Aki Kaurismäki, Spike Lee és Wim Wenders
- Terra incognita – rendező: Ghassan Salhab
- Tomorrow La Scala! – rendező: Francesca Joseph
- Une part du ciel (Az égbolt egy darabja) – rendező: Bénédicte Liénard
- Hsziao caj feng (Xiao cai feng)[9] – rendező: Taj Szecsie (Dai Sijie)
- Yazgi (Sors) – rendező: Zeki Demirkubuz

### Rövidfilmek versenye
- A Very Very Silent Film – rendező: Manish Jha
- Daughter – rendező: Eduardo Rodríguez
- Eső után – rendező: Mészáros Péter
- Flying – rendező: Bruce Terris
- Holding Your Breath – rendező: Anthony Lucas
- Mavroscoufitsa – rendező: Yannis Yapanis
- Speel met me – rendező: Esther Rost
- Taj Taj (Tai Tai) – rendező: Csin Nicholas (Chin Nicholas)
- Tango de olvido – rendező: Alexis Mital Toledo
- The Stone of Folly – rendező: Jesse Rosensweet
- Yoake: A Chewing Gum Story – rendező: Roland Zumbühl

### Cinéfondation
- 17 minute întârziere – rendező: Catalin Mitulescu (Universitatea de Artă Teatrală şi Cinematografică,  Románia)
- Chogyeoul jumshim – rendező: Kang Byung-hwa (Korea National University of Arts,  Dél-Korea)
- De laatste dag van Alfred Maassen – rendező: David Lammers (Nederlandse Film en Televisie Academie,  Hollandia)
- Honey Moon – rendező: Park Sung-jin (Dankook University, Dept. of Film and Theater,  Dél-Korea)
- K-G i nöd och lust – rendező: Jens Jonsson (Dramatiska institutet,  Svédország)
- Khoj – rendező: Tridib Kumar Poddar (Satyajit Ray Film and Television Institute,  India)
- La mort en exil – rendező: Ayten Mutlu Saray (École supérieure des beaux-arts de Genève,  Svájc)
- P.S. – rendező: Árni Ásgeirsson (Państwowa Wyższa Szkoła Filmowa, Telewizyjna i Teatralna im. Leona Schillera w Łodzi,  Lengyelország)
- Request – rendező: Jinoh Park (Tisch School of the Arts at New York University,  Amerikai Egyesült Államok)
- Seule maman a les yeux bleus – rendező: Eric Forestier (LA FEMIS,  Franciaország)
- Shearing – rendező: Eicke Bettinga (National Film and Television School,  Egyesült Királyság)
- She'elot Shel Po'el Met – rendező: Aya Somech (Tel Aviv University,  Izrael)
- Szosú no neko – rendező: Ucsida Maszáki (Film School of Tokyo,  Japán)
- The Look of Happiness – rendező: Marianela Maldonado (National Film and Television School,  Egyesült Királyság)
- Um Sol Alaranjado – rendező: Eduardo Valente (Universidade Federal Fluminense,  Brazília)
- Valsz – rendező: Edgar Bartenev (Viszsie kurszi Szcenarisztov i Rezsisszerov,  Oroszország)

## Párhuzamos rendezvények

### Kritikusok Hete

#### Nagyjátékfilmek
- Al qods fee yom akhar[10] – rendező: Hany Abu-Assad
- Chicken Heart – rendező: Simidzu Hirosi
- Filles perdues, cheveux gras – rendező: Claude Duty
- Jukeodo joha – rendező: Park Jin-pyo
- Kabala – rendező: Assane Kouyaté
- Les fils de Marie – rendező: Carole Laure
- Respiro (Grazia szigete)[5] – rendező: Emanuele Crialese

#### Rövidfilmek
- 2 Minutter – rendező: Jacob Tschernia
- De Mesmer, con amor o Té para dos – rendező: Salvador Aguirre és Alejandro Lubezki
- Le jour où je suis né – rendező: Manda Kunitosi
- Le vigile – rendező: Frédéric Pelle
- Lettre au fils – rendező: Philippe Welsh
- Malcom – rendező: Abu-Baker Karim
- Möte med ondskan – rendező: Reza Parsa

#### Különleges vetítések
- Bella ciao – rendező: Roberto Torelli és Marco Giusti
- Da zero a dieci (Nullától tízig) – rendező: Luciano Ligabue
- Hundstage (Kánikula) – rendező: Ulrich Seidl
- Intacto (Intacto) – rendező: Juan Carlos Fresnadillo
- More – rendező: Barbet Schroeder

### Rendezők Kéthete

#### Nagyjátékfilmek
- Abouna – rendező: Mahamat-Saleh Haroun
- Angela – rendező: Roberta Torre
- Apartment #5C– rendező: Raphaël Nadjari
- Bibó Breviárium – rendező: Forgács Péter
- Bord de mer (Tengerpart)[5] – rendező: Julie Lopes-Curval
- Deux – rendező: Werner Schroeter
- Japón(Japán) – rendező: Carlos Reygadas
- L'imbalsamatore – rendező: Matteo Garrone
- Lanszö ta men (Lan se da men)[11] – rendező: Ji Cse-jan (Yee Chin-yen)
- Laurel Canyon (Laurel Canyon) – rendező: Lisa Cholodenko
- Le pays du chien qui chante – rendező: Yann Dedet
- Matir Moina (Az agyag madár) – rendező: Tareque Masud
- Monrak Transistor– rendező: Pen-Ek Ratanaruang
- Morvern Callar (Morvern Callar) – rendező: Lynne Ramsay
- Nada + (Semmi több) – rendező: Juan Carlos Cremata Malberti
- Occident (Nyugat) – rendező: Cristian Mungiu
- Once upon a Time in the Midlands (Volt egyszer egy Közép-Anglia) – rendező: Shane Meadows
- Only the Strong Survive– rendező: Chris Hegedus és Don Alan Pennebaker
- Otello o La deficienza della donna di William Shakespeare secondo Carmelo Bene – rendező: Carmelo Bene
- Sex is Comedy (A szex komédia) – rendező: Catherine Breillat
- Un oso rojo – rendező: Israel Adrián Caetano
- Une pure coïncidence – rendező: Romain Goupil
- Welcome to Collinwood (Széftörők) – rendező: Anthony Russo és Joseph Russo

#### Középhosszú film
- Ingmar Bergman: Intermezzo – rendező: Gunnar Bergdahl

#### Rövidfilmek
- A-20 – rendező: Brad Warren és Geoff Hughes
- Après l’enfance – rendező: Thomas Lilti
- Bang Nhau égaux – rendező: Stefan Nelet
- Bob the slob – rendező: Nate Theis
- Csö sze si sze si (Che Si Shi Si) – rendező: Eng Dajjan (Eng Dayyan)
- CinemaScope Trilogy – rendező: Peter Tscherkassky
- Comme ça j’entends la mer – rendező: Hélène Milano
- Comme un seul homme – rendező: Jean-Louis Gonnet
- Deux cents dirhams – rendező: Laila Marrakchi
- Entering indifference – rendező: Vincent Dieutre
- Fish in the Sea is not Thirsty – rendező: Soopum Sohn
- Insomniac – rendező: Vanja Vascarac és Matt Woo
- Life on a String – rendező: Steven Lippman
- Mémoires incertaines – rendező: Michale Boganim
- Mexicano – rendező: Toby MacDonald
- Muno – rendező: Bouli Lanners
- Next Door – rendező: Jeff Rich
- Onvoltooid tegenwoordig – rendező: Johan van der Keuken
- Phantom – rendező: Matthias Müller
- Portraits filmés 2002 – rendező: Valérie Mréjen
- Samson – rendező: Graham DuBose
- The Girl in the Red Dress – rendező: Aletta Collins

#### Különleges vetítések
- En avant !
- Polissons et galipettes[12]

## Díjak

### Nagyjátékfilmek

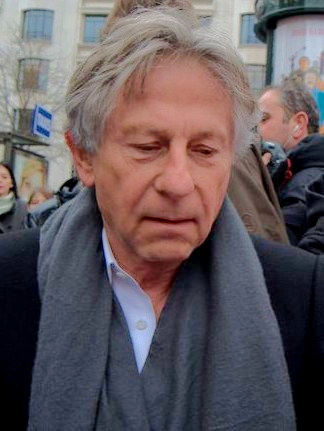
Roman Polański

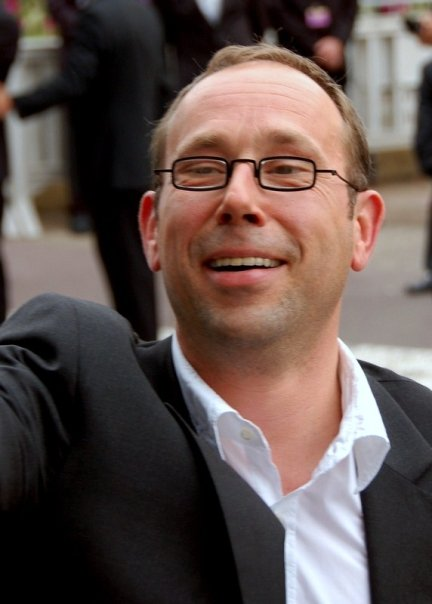
Olivier Gourmet, a legjobb színész

- Arany Pálma: The Pianist (A zongorista)[5] – rendező: Roman Polański
- Nagydíj: Mies vailla menneisyyttä (A múltnélküli ember) – rendező: Aki Kaurismäki
- Legjobb rendezés díja:
  - Chihwaseon – rendező: Im Kwon-taek
  - Punch-Drunk Love (Kótyagos szerelem) – rendező: Paul Thomas Anderson
- Legjobb forgatókönyv díja: Sweet Sixteen (Édes kamaszkor) – forgatókönyvíró: Paul Laverty
- Legjobb női alakítás díja: Kati Outinen – Mies Vailla Menneisyyttä (A múltnélküli ember)
- Legjobb férfi alakítás díja: Olivier Gourmet – Le Fils (A fiú)
- A zsűri díja: Yadon Ilaheyya (Deus ex machina) – rendező: Elia Suleiman
- A Nemzetközi Filmfesztivál 55. évfordulós díja: Bowling For Columbine (Kóla, puska, sültkrumpli) – rendező: Michael Moore

### Un Certain Regard
- Un Certain Regard díj: Sud sanaeha – rendező: Apichatpong Weerasethakul

### Rövidfilmek
- Arany Pálma (rövidfilm): Eső után – rendező: Mészáros Péter
- A zsűri díja (rövidfilm):
  - A Very Very Silent Film – rendező: Manish Jha
  - The Stone of Folly – rendező: Jesse Rosensweet

### Cinéfondation
- A Cinéfondation első díja:
  - Um Sol Alaranjado – rendező: Eduardo Valente
- A Cinéfondation második díja: 
  - K-G i nöd och lust – rendező: Jens Jonsson
  - Seule maman a les yeux bleus – rendező: Eric Forestier
- A Cinéfondation harmadik díja: 
  - She'elot Shel Po'el Met – rendező: Aya Somech

### Arany Kamera
- Arany Kamera: Bord de mer (Tengerpart)[13] – rendező: Julie Lopes-Curval
- Külön dicséret: Japón (Japán)[13] – rendező: Carlos Reygadas

### Egyéb díjak
- Tiszteletbeli Pálma: Woody Allen
- FIPRESCI-díj:
  - Respiro (Grazia szigete)[14] – rendező: Emanuele Crialese
  - Heremakono (Boldogságra várva)[15] – rendező: Abderrahmane Sissako
  - Matir moina (Az agyag madár)[13] – rendező: Tareque Masud
- Technikai nagydíj: – [16]
- Ökumenikus zsűri díja: Mies vailla menneisyyttä (A múltnélküli ember) – rendező: Aki Kaurismäki
- Ökumenikus zsűri külön dicsérete:[17]
  - Le fils (A fiú) – rendező: Jean-Pierre és Luc Dardenne
  - L'ora di religione (Il sorriso di mia madre) (Anyám mosolya) – rendező: Marco Bellocchio
- Ifjúság díja külföldi filmnek: Morvern Callar (Morvern Callar)[13] – rendező: Lynne Ramsay
- Ifjúság díja francia filmnek: Carnages (Véresen komolytalan)[15] – rendező: Delphine Gleize
- François Chalais-díj: Gomgashtei dar Aragh[8][15] – rendező: Bahman Ghobadi
- Chopard Trófea: Ludivine Sagnier, Hayden Christensen

## Hírességek
Woody Allen, Rosanna Arquette, Yvan Attal, Guy Bedos, Monica Bellucci, Juliette Binoche, Claude Brasseur, Adrien Brody, Pierce Brosnan, Sandra Bullock, Claudia Cardinale, Vincent Cassel, David Cronenberg, Cameron Diaz, Leonardo DiCaprio, Albert Dupontel, Jeremy Irons, Elton John, Milla Jovovich, Patricia Kaas, Victor Lanoux, Thierry Lhermitte, Téa Leoni, Andie MacDowell, Alessandra Martines, Jack Nicholson, Kati Outinen, Anne Parillaud, Sean Penn, Roman Polański, Jean Reno, Jean Rochefort, Emmanuelle Seigner, Martin Scorsese, Kristin Scott Thomas, Timothy Spall, Sting, Sharon Stone, Elizabeth Taylor, Tiffani Thiessen, Treat Williams

## Lásd még
- 2002 a filmművészetben